# Piaseczno, Gmina Banie
Piaseczno [pjaˈsɛt͡ʂnɔ] (trước đây là Neuendorf của Đức) là một ngôi làng thuộc quận hành chính của Gmina Banie, thuộc hạt Gryfino, West Pomeranian Voivodeship, ở phía tây bắc Ba Lan. Nó nằm khoảng 5 kilômét (3 mi)   phía đông nam Banie, 26 km (16 mi) về phía đông nam Gryfino và 41 km (25 mi)     phía nam thủ đô khu vực Szczecin.
Trước năm 1945, khu vực này là một phần của Đức. Đối với lịch sử của khu vực, xem Lịch sử của Pomerania.
Ngôi làng có dân số 410 người.